# Friedrich Ludwig Hörner
Friedrich Ludwig Hörner (* 3. Juni 1790 in Sulzbach an der Murr; † 11. Januar 1846) war ein württembergischer Verwaltungsjurist und Landtagsabgeordneter.

## Leben
Hörner war ein Sohn des Stabsamtmanns in Löwenstein Christoph Conrad Hörner und dessen Frau Friederica Eleonora, geb. Reinhardt. Nach einer Ausbildung als Schreiber studierte er 1809/10 Rechtswissenschaften an der Universität Tübingen. 1810/11 leistete er Militärdienst. Ab 1811 wurde er als Substitut, ab 1814 als Assistent bei verschiedenen Stellen im Verwaltungsdienst verwendet. Im November 1817 wurde Revisor bei der Hofdomänenkammer, kurz darauf Sekretär beim Obersthofmeisteramt. Von 1822 bis 1824 war er Oberamtmann des Oberamts Neuenbürg, 1834 bis 1838 des Oberamts Balingen und 1838 bis 1846 des Oberamts Ludwigsburg.
Von 1839 bis 1843 war Hörner Landtagsabgeordneter für das Oberamt Neuenbürg.